# Madīneh Qeshlāqī
Madīneh Qeshlāqī (persiska: مدينه قشلاقی) är en ort i Iran.   Den ligger i provinsen Östazarbaijan, i den nordvästra delen av landet, 500 km nordväst om huvudstaden Teheran. Madīneh Qeshlāqī ligger 235 meter över havet och antalet invånare är 144.
Terrängen runt Madīneh Qeshlāqī är platt åt nordost, men åt sydväst är den kuperad. Madīneh Qeshlāqī ligger nere i en dal. Runt Madīneh Qeshlāqī är det ganska tätbefolkat, med 104 invånare per kvadratkilometer. Närmaste större samhälle är Borrān-e Pā'īn, 2,5 km norr om Madīneh Qeshlāqī. Trakten runt Madīneh Qeshlāqī består i huvudsak av gräsmarker.